# Schweizer Nordische Skimeisterschaften 1976
Die Schweizer Nordischen Skimeisterschaften 1976 fanden vom 14. Februar 1976 bis zum 22. Februar 1976 in Flühli, Marbach und Gstaad und am 21. März 1976 in Flühli statt. Ausgetragen wurden im Skilanglauf bei den Männern die Distanzen 15 km, 30 km und 50 km, und die 4 × 10 km Staffel. Bei den Frauen fand ein Rennen über 10 km und die 3 × 5 km Staffel statt. Der erfolgreichste Skilangläufer war der Splügener Franz Renggli, der über 15 km und mit der Staffel der Grenzwachtkorps gewann. Zudem siegte Herbert Geeser über 30 km und Heinz Gähler über 50 km. Bei den Frauen wurde Doris Petrig Meisterin im Rennen über 10 km sowie mit der Staffel von Zürcher Skiverband. Das Skispringen gewann Hans Schmid und in der Nordischen Kombination Karl Lustenberger.

## Skilanglauf

### Männer

#### 30 km
| Platz | Name                | Verein        | Zeit (std) |
| ----- | ------------------- | ------------- | ---------- |
| 01    | Herbert Geeser      | Arosa         | 1:31:48,23 |
| 02    | Heinz Gähler        | SC Davos      | 1:31:52,92 |
| 03    | Franz Renggli       | Splügen       | 1:32:24,35 |
| 04    | Venanz Egger        | Plasselb      | 1:33:23,07 |
| 05    | Christian Pfeuti    | Sangernboden  | 1:34:16,65 |
| 06    | Gaudenz Ambühl      | SC Davos      | 1:34:46,95 |
| 07    | Mario Pesenti       | Le Brassus    | 1:34:50,03 |
| 08    | Konrad Schuler      | Rothenthurm   | 1:35:04,77 |
| 08    | Alois Oberholzer    | SC Einsiedeln | 1:35:04,77 |
| 10    | Konrad Hallenbarter | SC Obergoms   | 1:35:29,88 |

Datum: Donnerstag, 19. Februar 1976 in Flühli

Zum Auftakt dieser Meisterschaften gewann Herbert Geeser aus Arosa überraschend mit vier Sekunden Vorsprung auf Heinz Gähler seinen ersten Meistertitel.

#### 15 km
| Platz | Name                | Verein            | Zeit (min) |
| ----- | ------------------- | ----------------- | ---------- |
| 01    | Franz Renggli       | Splügen           | 45:15,06   |
| 02    | Albert Giger        | Alpina St. Moritz | 45:41,91   |
| 03    | Heinz Gähler        | SC Davos          | 45:47,52   |
| 04    | Konrad Hallenbarter | SC Obergoms       | 45:51,84   |
| 05    | Venanz Egger        | Plasselb          | 46:34,80   |
| 06    | Herbert Geeser      | Arosa             | 46:41,42   |
| 07    | Kurt Lötscher       | SC Marbach        | 46:45,01   |
| 08    | Alois Oberholzer    | SC Einsiedeln     | 46:56,36   |
| 09    | Christian Pfeuti    | Sangernboden      | 46:56,59   |
| 10    | Urs Bieri           | Plasselb          | 47:08,74   |

Datum: Samstag, 21. Februar 1976 in Marbach

#### 50 km
| Platz | Name             | Verein            | Zeit (std) |
| ----- | ---------------- | ----------------- | ---------- |
| 01    | Heinz Gähler     | Appenzell         | 2:09:07,13 |
| 02    | Albert Giger     | Alpina St. Moritz | 2:10:50,17 |
| 03    | Franz Renggli    | Splügen           | 2:11:39,76 |
| 04    | Alfred Kälin     | SC Einsiedeln     | 2:12:53,81 |
| 05    | Christian Pfeuti | Sangernboden      | 2:14:49,48 |
| 06    | Gaudenz Ambühl   | SC Davos          | 2:14:49,48 |
| 07    | Alois Oberholzer | SC Einsiedeln     | 2:15:08,72 |
| 08    | August Broger    | Herisau           | 2:15:54,35 |
| 09    | Giuseppe Dermon  | SC Disentis       | 2:16:59,62 |
| 10    | Edi Hauser       | SC Obergoms       | 2:17:20,79 |

Datum: Sonntag, 21. März 1976 in Flühli

Der 24-jähriger Appenzeller Heinz Gähler gewann mit 1 Minute und 43 Sekunden Vorsprung auf Alber Giger und Franz Renggli und holte damit seinen ersten Meistertitel.

#### 4 × 10 km Staffel
| Platz | Namen                                                             | Verein          | Zeit (std) |
| ----- | ----------------------------------------------------------------- | --------------- | ---------- |
| 01    | Bruno Zumoberhaus Peter Casanova Horst Himmelberger Franz Renggli | Grenzwachtkorps | 2:00:01,57 |
| 02    | Elmar Chastonay Konrad Hallenbarter Arnold Jost Edi Hauser        | SC Obergoms     | 2:00:19,31 |
| 03    | Beat Renggli Karl Lustenberger Fritz Lötscher Kurt Lötscher       | SC Marbach      | 2:00:30,52 |

Datum: Sonntag, 22. Februar 1976 in Marbach

### Frauen

#### 10 km
| Platz | Name               | Verein            | Zeit (min) |
| ----- | ------------------ | ----------------- | ---------- |
| 01    | Doris Petrig       | SC Einsiedeln     | 42:27,61   |
| 02    | Rosmarie Kurz      | Winterthur        | 44:02,31   |
| 03    | Patricia Gränicher | La Chaux de Fonds | 45:49,02   |
| 04    | Susanne Lüthi      | Zweisimmen        | 47:01,04   |
| 05    | Berta Lötscher     | SC Marbach        | 47:02,66   |
| 06    | Jacqueline Thommen | Riehen            | 47:05,96   |

Datum: Samstag, 14. Februar 1976 in Flühli

Wie im Vorjahr gewann die Einsiedelnerin Doris Petrig.

#### 3 × 5 km Staffel
| Platz | Namen                                       | Verein                      | Zeit (std) |
| ----- | ------------------------------------------- | --------------------------- | ---------- |
| 01    | Doris Petrig Marianne Rutz Anneliese Gamper | Zürcher Skiverband          | 1:03:47    |
| 02    |                                             | Bündner Skiverband          | 1:04:13    |
| 03    |                                             | Zentralschweizer Skiverband | 1:04:19    |

Datum: Samstag, 14. Februar 1976 in Flühli

## Nordische Kombination

### Einzel
| Platz | Name                | Ort         | Punkte |
| ----- | ------------------- | ----------- | ------ |
| 01    | Karl Lustenberger   | SC Marbach  | 440,5  |
| 02    | Toni Schmid         | Lenk        | 422,9  |
| 03    | Ernst Beetschen     | Lenk        | 407,1  |
| 04    | Kurt Hischler       | SC Obergoms | 344,3  |
| 05    | Silvan Tschümperlin | Schwyz      | 325,2  |
| 06    | Kurt Bachmann       | Escholzmatt | 213,3  |

Datum: Freitag, 20. Februar und Samstag, 21. Februar 1976 in Marbach

## Skispringen

### Normalschanze
| Platz | Name               | Verein          | Weite 1 | Weite 2 | Punkte |
| ----- | ------------------ | --------------- | ------- | ------- | ------ |
| 01    | Hans Schmid        | Mümiliswil      | 82,0 m  | 82,5 m  |        |
| 02    | Walter Steiner     | Wildhaus        | 81,0 m  | 79,5 m  |        |
| 03    | Ernst von Grünigen | Ski-Club Gstaad |         |         |        |

Datum: Sonntag, 22. Februar 1976 in Gstaad

Hans Schmid holte auf der Gstaader Mattenschanze mit Weiten von 82 m und 82,5 m seinen fünften Meistertitel.